# Tipula orizabensis
Tipula orizabensis är en tvåvingeart som beskrevs av Alexander 1941. Tipula orizabensis ingår i släktet Tipula och familjen storharkrankar. Inga underarter finns listade i Catalogue of Life.